# Can Tort
Can Tort és una masia de Montcada i Reixac (Vallès Occidental) inclosa a l'Inventari del Patrimoni Arquitectònic de Catalunya.

## Descripció
De la seva primera època, correspon a l'habitacle arrebossat que hi ha a mà esquerra. La façana principal té una entrada rectangular a nivell de planta baixa i que es configura fins a la pròpia roca, aprofitant-ne part per a llar de foc amb una sola estança i un petit estable, els murs són en part de fang. Després, seguint la primigènia ubicació geomorfològica, l'actual edifici té un mig soterrani, lloc de l'antic habitatge, un primer pis o falsa planta baixa i un pis. La planta baixa, adaptada per a menjador del restaurant, conserva elements primigenis com per exemple l'embigat de fusta. Al pis hi ha obertures rectangulars. Presenta coberta d'un sol aiguavés de teules àrabs, parament de pedres, pedres cantoneres i arrebossat estucat.

## Història
Casa rural que en els seus inicis fou de boscaters. Documentada vers l'any 1810 i reformada l'any 1888. Actualment restaurant.